# 柏原駅 (滋賀県)
柏原駅（かしわばらえき）は、滋賀県米原市柏原にある、東海旅客鉄道（JR東海）東海道本線の駅である。駅番号はCA80。
岐阜県境とは1kmほどの距離であり、滋賀県の駅、近畿2府4県の駅としては最東端に位置する。運行形態の詳細は「東海道線 (名古屋地区)」を参照。なお、ダイヤは後述する。

## 歴史
1883年（明治16年）に建設された当初の東海道線は関ケ原から山中に分け入り、長浜に連絡していたが、大津方面への延長は、同線の途中（後の深谷駅）から分岐して現在の近江長岡に直通する線形となった。しかし関ケ原 - 深谷間には25‰の連続急勾配が残り、難所となっていた。1899年（明治32年）10月に勾配緩和新線が開通し、旧線は同年12月に廃止となった。この新線区間に新設された駅が当駅である。
特急「つばめ」「はと」が蒸気機関車牽引だった当時は柏原駅の通過時分を国鉄本社へ直接報告することとなっていた。遅れが発生すると乗務員は後で叱責を受けることもあり、時には「マル（定時通過）にしてくれ」と書いたメモをホームで監視する駅長に投げ渡すこともあったと言われる。

### 年表
- 1900年（明治33年）2月21日：国有鉄道東海道線（1909年に東海道本線に改称）の関ケ原駅 - 長岡駅（現在の近江長岡駅）間に新設開業[2]。一般駅[2]。
- 1960年（昭和35年）9月16日：貨物の取り扱いを廃止[2]。
- 1984年（昭和59年）2月1日：荷物の取り扱いを廃止[2]。
- 1987年（昭和62年）4月1日：国鉄分割民営化により、東海旅客鉄道（JR東海）の駅となる[2]。
- 1993年（平成5年）3月：JR全線きっぷうりば営業開始[4]。
- 2019年（平成31年）3月2日：ICカード「TOICA」の利用が可能となる[5]。

## 駅構造
島式ホーム2面4線を有する地上駅であるが、通常は外側2線は使われていない。互いのホームは跨線橋で連絡している。
大垣駅管理で、公益財団法人米原市シルバー人材センターが乗車券発券業務を受託する簡易委託駅である。TOICAは簡易改札機による対応で、自動改札機・自動券売機は設置されていない。なお、マルス端末は設置されているが、取り扱いに制限がある。

### のりば
| 番線 | 路線          | 方向 | 行先             | 備考                    |
| ---- | ------------- | ---- | ---------------- | ----------------------- |
| 1・2 | CA 東海道本線 | 下り | 米原・京都方面   | 1番線は事実上予備ホーム |
| 3・4 | CA 東海道本線 | 上り | 大垣・名古屋方面 | 4番線は事実上予備ホーム |

各のりばに関して
- 1番線 - 下り待避線。貨物列車などの待避に使われるが、定期旅客列車の発着はない。
- 2番線 - 下り本線。
- 3番線 - 上り本線。
- 4番線 - 上り待避線。貨物列車などの待避に使われるが、定期旅客列車の発着はない。

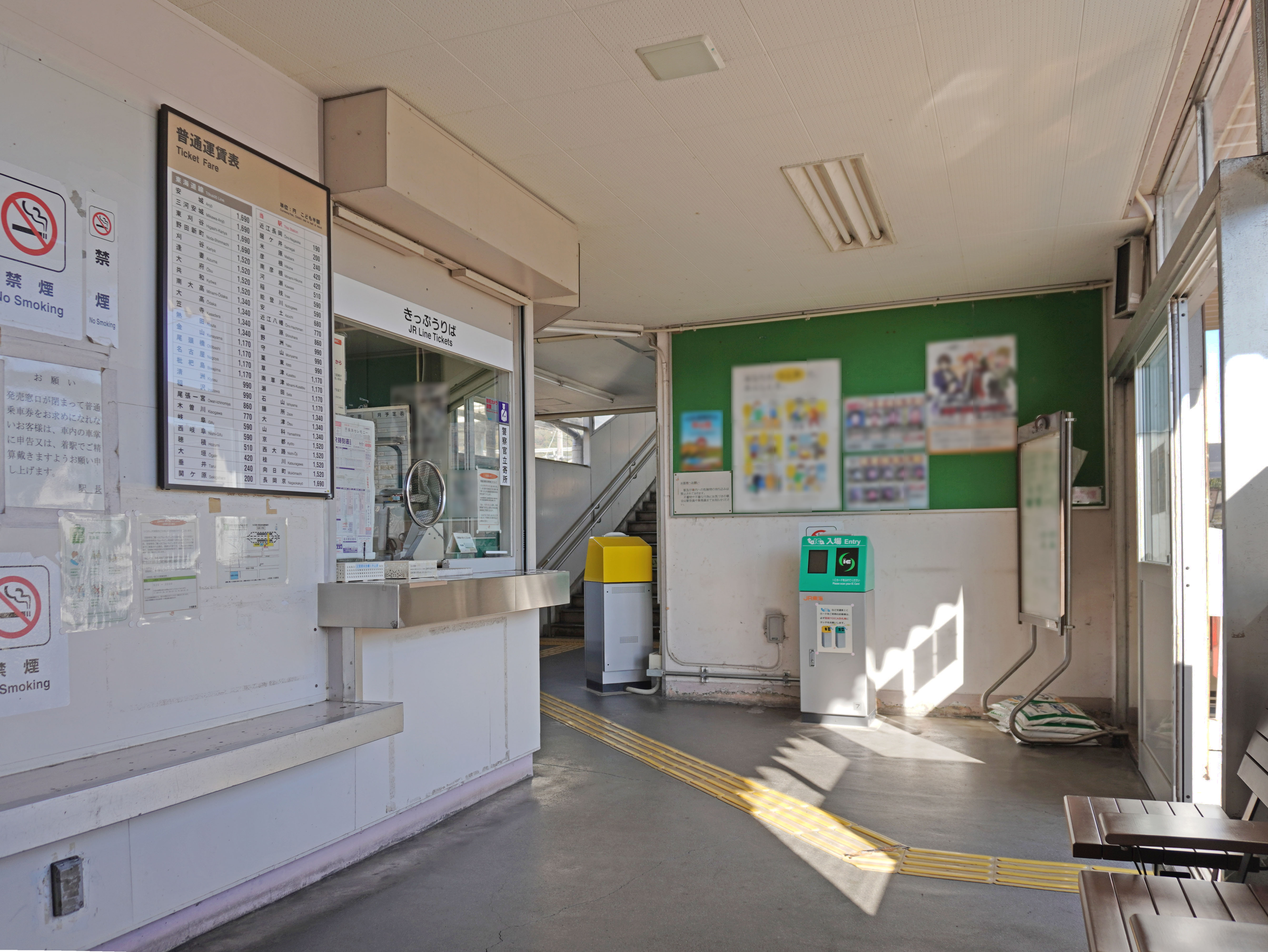
改札口（2022年11月）
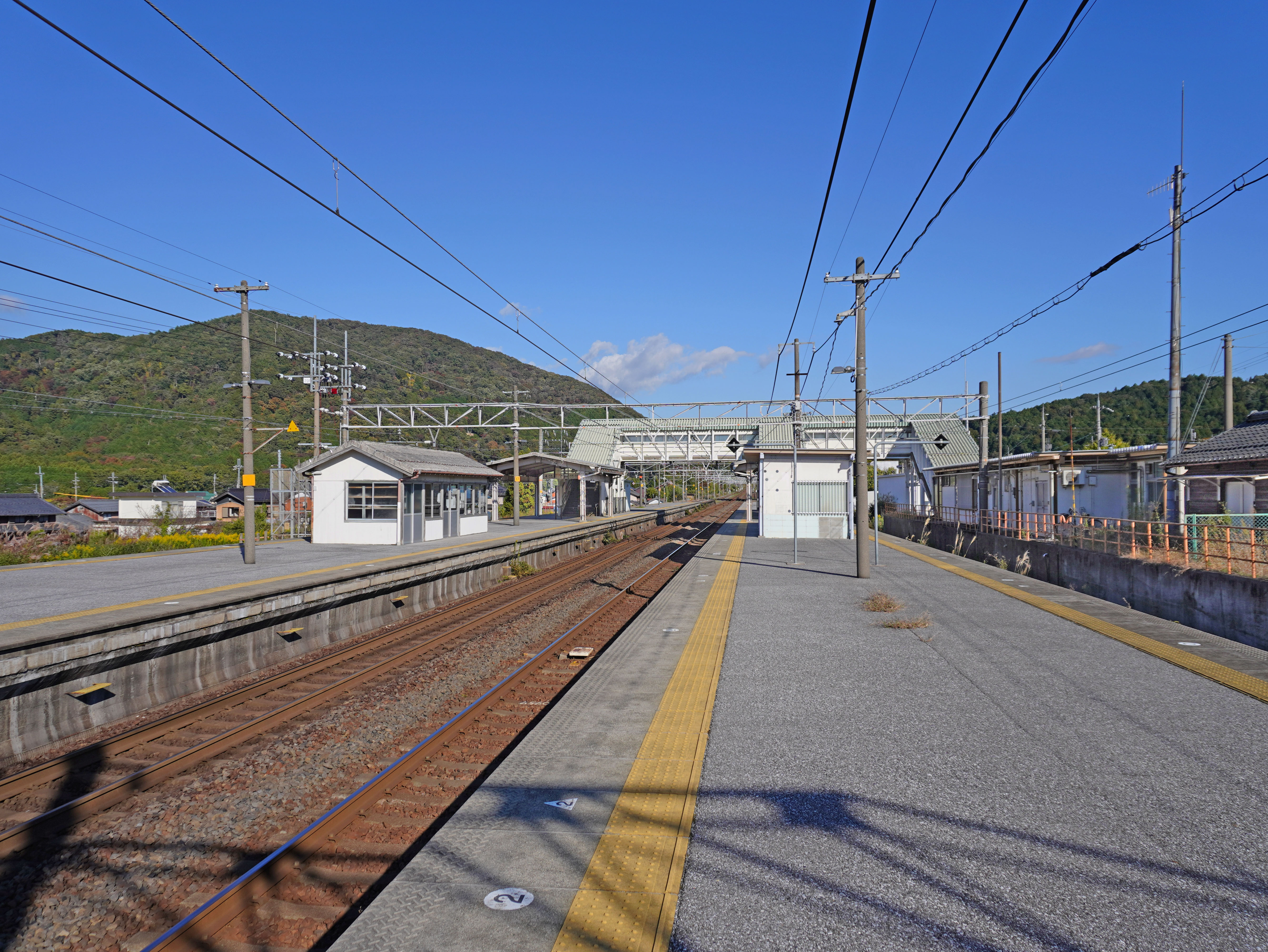
ホーム（2022年11月）

## ダイヤ
普通列車は朝に数本名古屋方面から直通してくるほかはすべて大垣発着であるが、快速系統の各列車は岐阜・名古屋方面へ直通する。
日中時間帯
- 大垣発着の普通が上下線とも1時間あたり2本停車する。

朝と夕方以降
- 特別快速・新快速・快速の運行があり、夜間は米原行きの区間快速も運行される。

※土曜・休日ダイヤとなる日は、米原行きの区間快速が朝に1本追加で運行される。

## 利用状況
2023年度の1日当たりの利用者数は424人であり、東海道本線で最も少ない。
「滋賀県統計書」によると、1日平均の乗車人員は以下の通りである。
| 年度   | 1日平均 乗車人員 | 出典        |
| ------ | ---------------- | ----------- |
| 1992年 | 538              | [ 統計 2 ]  |
| 1993年 | 521              | [ 統計 3 ]  |
| 1994年 | 516              | [ 統計 4 ]  |
| 1995年 | 493              | [ 統計 5 ]  |
| 1996年 | 477              | [ 統計 6 ]  |
| 1997年 | 424              | [ 統計 7 ]  |
| 1998年 | 407              | [ 統計 8 ]  |
| 1999年 | 391              | [ 統計 9 ]  |
| 2000年 | 383              | [ 統計 10 ] |
| 2001年 | 375              | [ 統計 11 ] |
| 2002年 | 355              | [ 統計 12 ] |
| 2003年 | 345              | [ 統計 13 ] |
| 2004年 | 不明             |             |
| 2005年 | 不明             |             |
| 2006年 | 不明             |             |
| 2007年 | 330              | [ 統計 14 ] |
| 2008年 | 322              | [ 統計 15 ] |
| 2009年 | 314              | [ 統計 16 ] |
| 2010年 | 284              | [ 統計 17 ] |
| 2011年 | 267              | [ 統計 18 ] |
| 2012年 | 262              | [ 統計 19 ] |
| 2013年 | 250              | [ 統計 20 ] |
| 2014年 | 236              | [ 統計 21 ] |
| 2015年 | 256              | [ 統計 22 ] |
| 2016年 | 295              | [ 統計 23 ] |
| 2017年 | 281              | [ 統計 24 ] |
| 2018年 | 274              | [ 統計 25 ] |
| 2019年 | 259              | [ 統計 26 ] |
| 2020年 | 198              | [ 統計 27 ] |
| 2021年 | 214              | [ 統計 28 ] |
| 2022年 | 236              | [ 統計 29 ] |

## 駅周辺

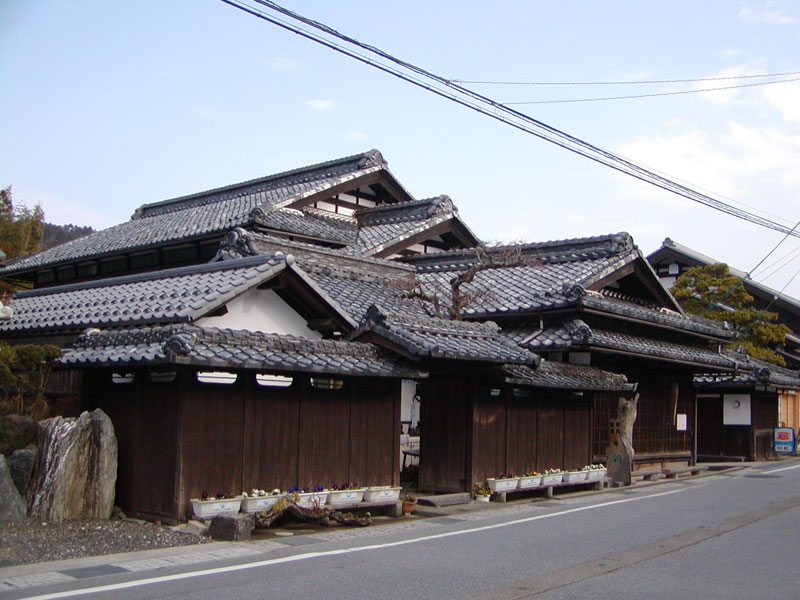
柏原宿歴史館

駅周辺に目立った市街地は無く、駅の南側を線路に並行する形で旧中山道が通っており旧中山道柏原宿跡地に商店が点在している。
- 米原市柏原行政サービスセンター
- 米原市立柏原中学校
- 米原市立柏原小学校
- 山東柏原郵便局
- 柏原宿歴史館
- 米原市山東B&G海洋センター
- 米原警察署柏原警察官駐在所
- 徳源院（清滝寺）・京極家墓所
- 八幡神社
- 国道21号
- 滋賀県道249号柏原停車場線
- 滋賀県道551号山東伊吹線
- 旧中山道
- 湖国バス「柏原」停留所 - 国道21号沿い

## 同じ表記の駅
「柏原」と表記される駅は当駅以外にも存在するが、読みはいずれも異なる。なお、マルス発行の乗車券では当駅は（東）柏原と表記されて区別される。
- 大阪府：柏原駅（「かしわら」） - JR関西本線（大和路線）・近鉄道明寺線[1]
- 兵庫県：柏原駅（「かいばら」） - JR福知山線[1]

なお、1968年まではしなの鉄道北しなの線の黒姫駅（駅名改称時点では信越本線）も柏原駅（「かしわばら」）と称していた。

## 隣の駅
東海旅客鉄道（JR東海）
CA 東海道本線
■特別快速・■新快速・■快速・■区間快速・■普通（区間快速は米原方面行きのみ運転）
関ケ原駅 (CA79) - 柏原駅 (CA80) - 近江長岡駅 (CA81)